# ボリス・グリゴリエフ
ボリス・ドミトリエヴィチ・グリゴリエフ（Бори́с Дми́триевич Григо́рьев、 ラテン文字転写: Boris Dmitrievich Grigoriev、1886年7月11日 -  1939年2月7日）は、ロシアの画家、詩人である。モダニズムの画家で、ロシア革命後はフランス、アメリカ合衆国などで活動した。

## 略歴
ロシアのルイビンスクで生まれた。1903年と1907年の間、モスクワの工芸学校であるストロガノフ美術学校でドミトリー・シチェルビノフスキー（Dmitry Shcherbinovsky）に学んだ。1907年からサンクトペテルブルクの帝国芸術アカデミーに移り、1912年までアレクサンドル・キセリョフ（Alexander Kiselyov）、ドミトリー・カルドフスキー（Dmitry Kardovsky）、アブラム・アルヒーポフ（Abram Arkhipov）に学んだ。1909年に印象派の画家グループの展覧会に出展を始め、1913年に「芸術世界」のメンバーになった。このころ小説も書いた。
サンクトペテルブルクで舞台芸術家、画家のセルゲイ・スデイキン（1882-1946）や詩人のヴェリミール・フレーブニコフ（1885-1922）とアンナ・アフマートヴァ（1889-1966）といった芸術家と親しくなった。
キュビスムの画家たちからも影響を受け、ロシアの農村地帯の風景や農民の生活を力強いタッチで描き、1916年から1918年にかけて描いた画集『ロシア（Расея）』を出版し、影響力のある美術評論家のアレクサンドル・ベノワに賞賛された。「オブモフ（OБМОХУ、若い芸術家による会の略称）」の創設に貢献した。
1919年にロシア革命の混乱から逃れるために、家族とともにフィンランド湾を船で渡り、ベルリンに移った。1921年からはパリに住み、1920年代から1930年代半ばにかけてはアメリカに住み、中南米にも旅した。
1927年に南フランス、プロヴァンス＝アルプ＝コート・ダジュール地域圏のカーニュ＝シュル＝メールに土地を買い別荘を建てた。カーニュ＝シュル＝メールはルノワールやモディリアーニが住んだことのあった場所である。
1929年から1930年にかけて、グリゴリエフは代表作を描き、1932年にチェコスロバキア政府に買い上げられ国際連盟に寄贈された。
1930年代は、主に書籍の挿絵を手がけ、ゴーリキーの「幼年時代」やドストエフスキーの「カラマーゾフの兄弟」の挿絵を描いた。1930年からパリのロシア人の協力者が創立した私立の美術学校で教えた。1935年にニューヨークの美術学校に招かれた。この間、パリやミラノ、プラハ、ニューヨーク、シカゴで数々の個展を開いた。
1939年にカーニュ＝シュル＝メールで亡くなった。

## 作品

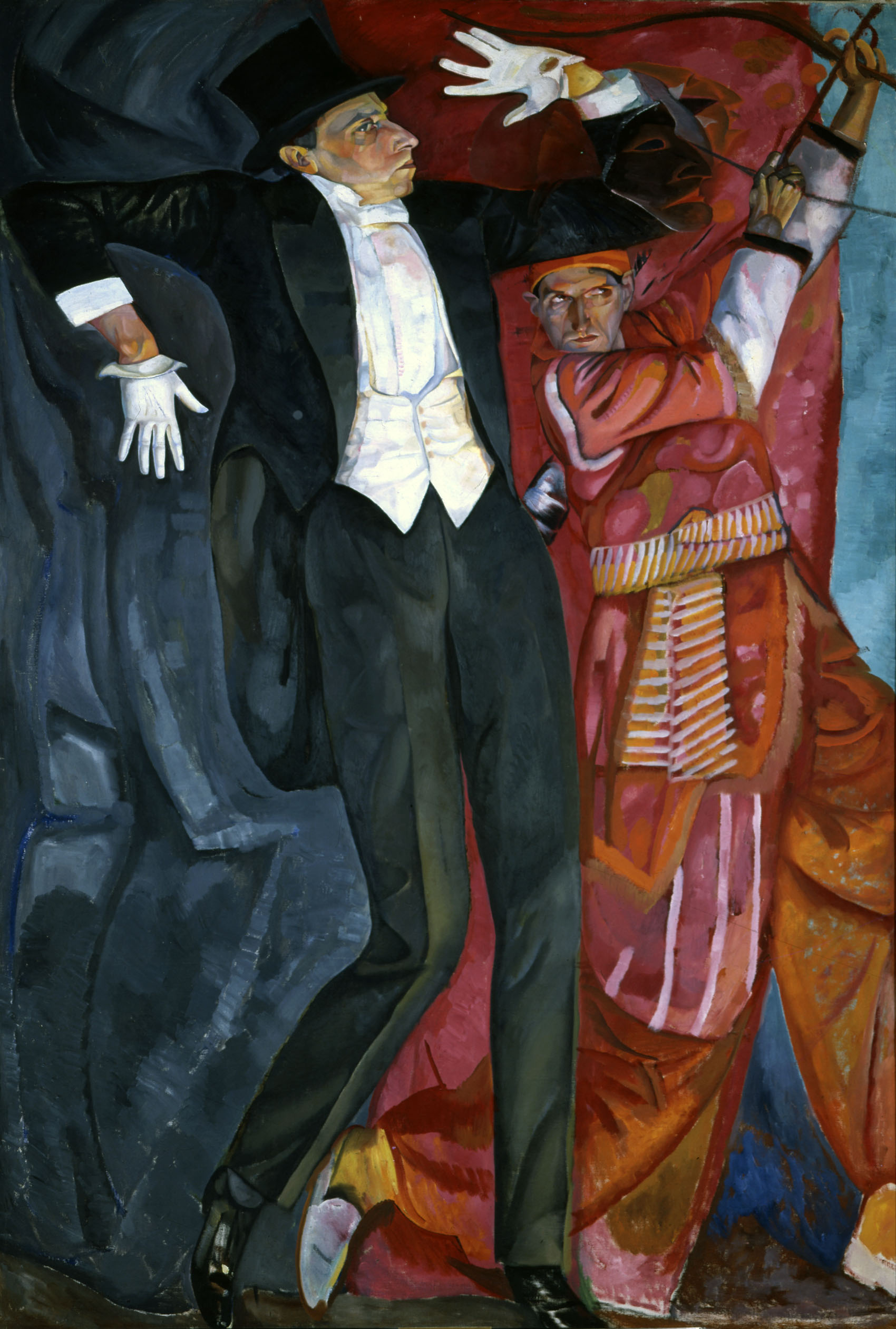
舞台監督 Vsyevolod Meyerholdの肖像画(1916) ロシア美術館
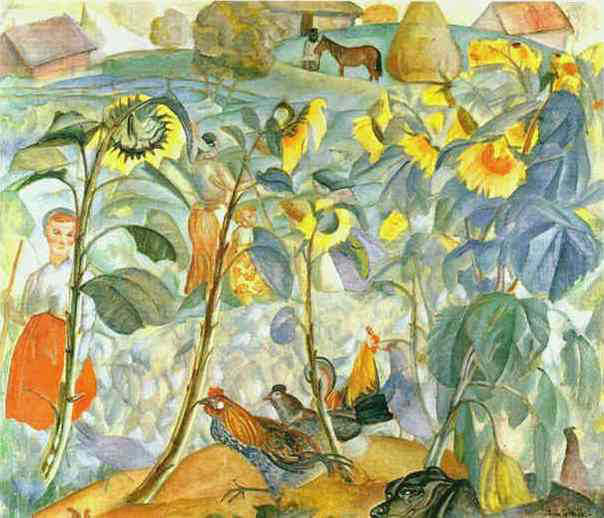
ひまわり(1817)
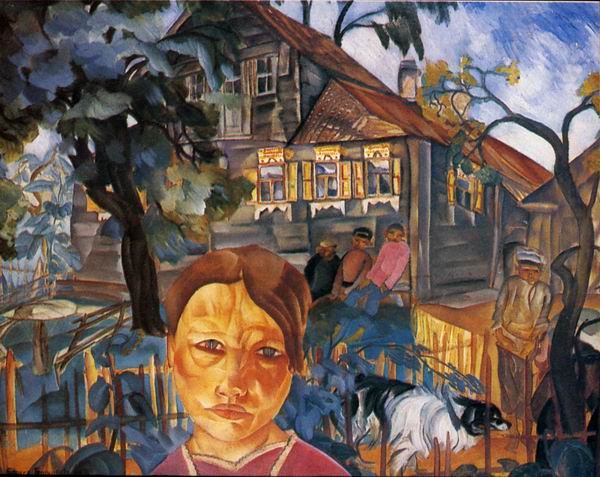
村(1918)
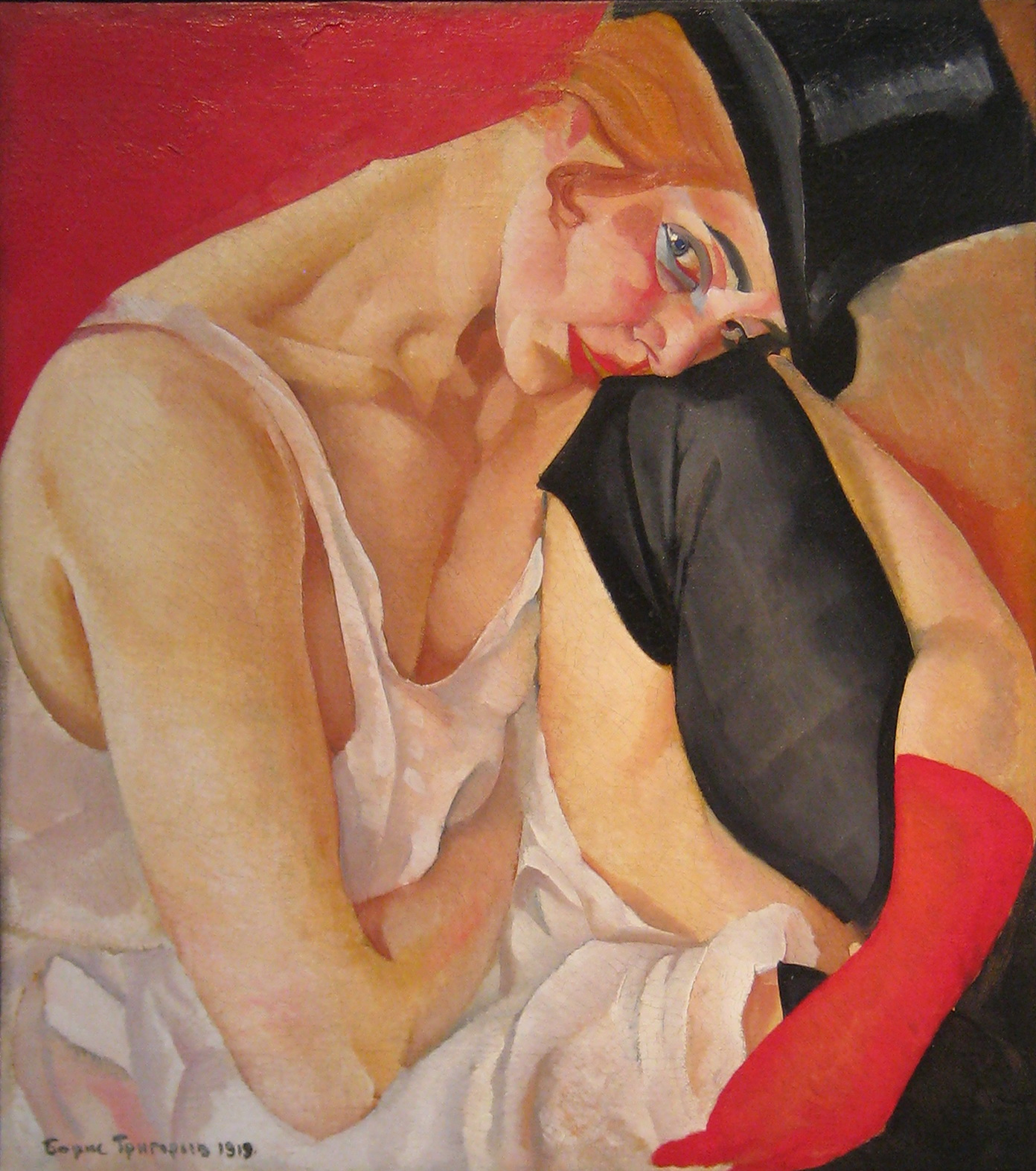
いかれた女性(1919)
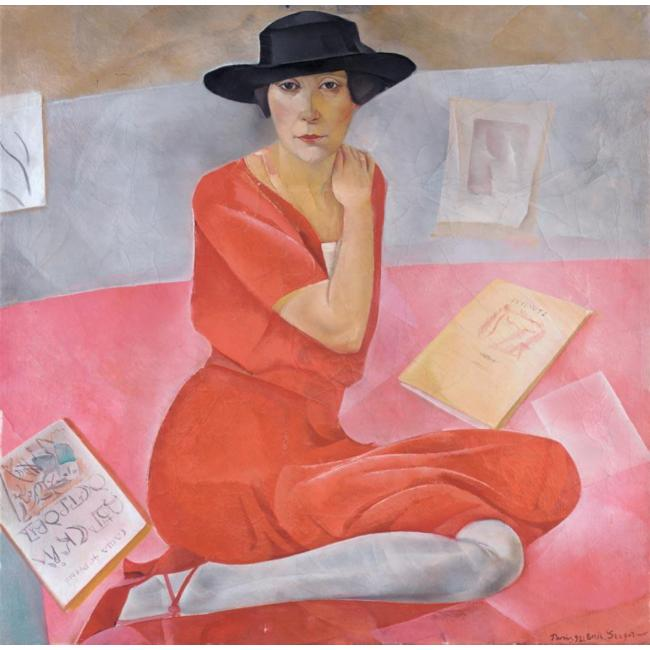
Salomea Andronikovaとされる肖像画
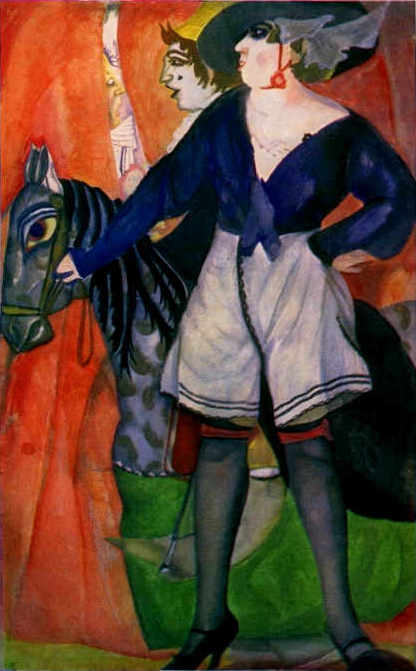
サーカス
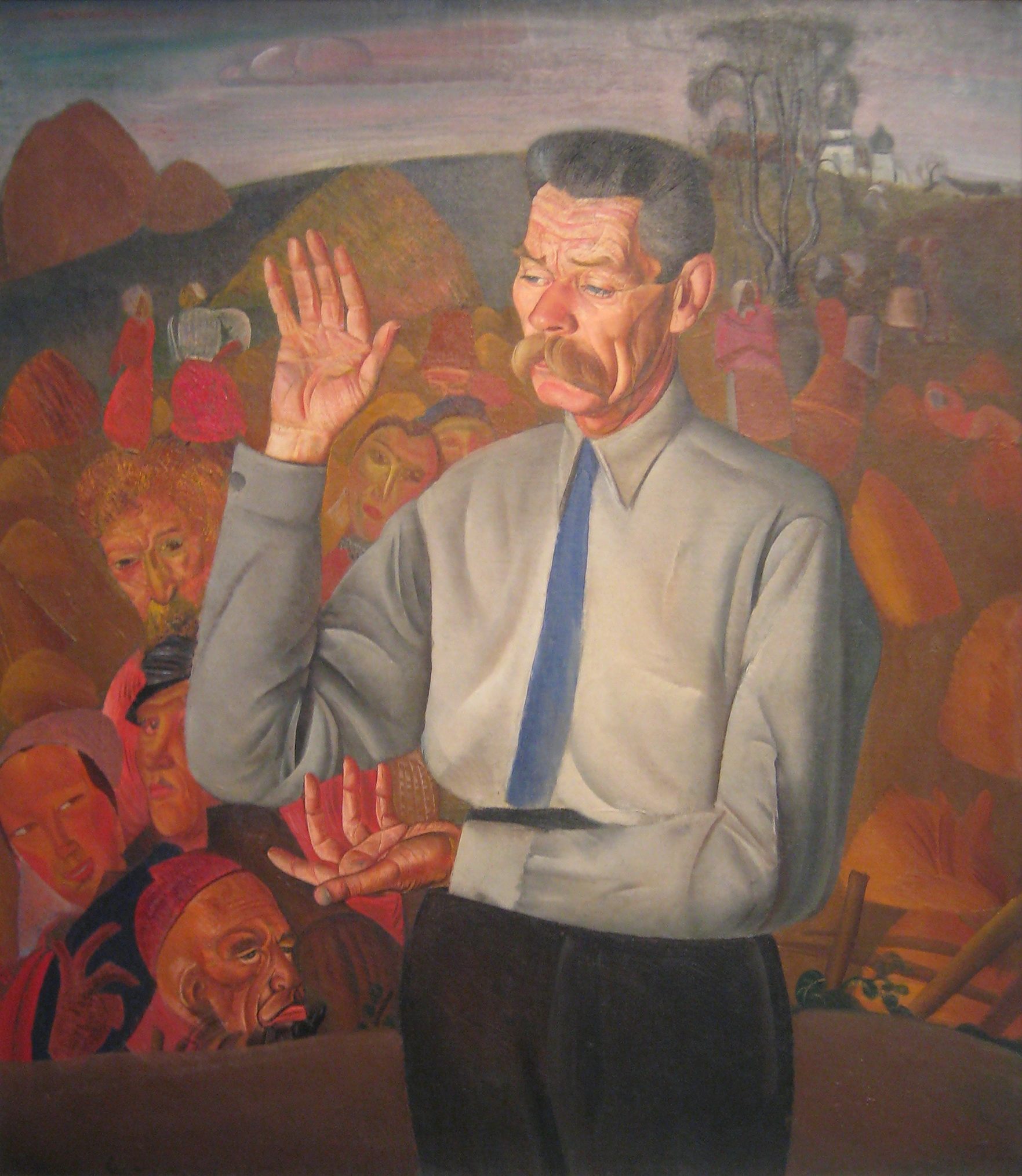
マクシム・ゴーリキー
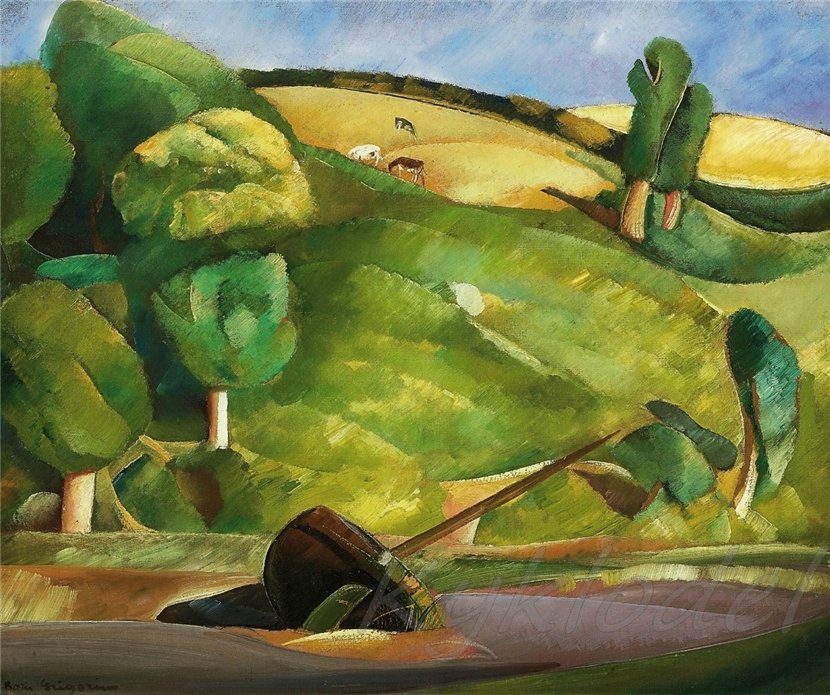
キュビスムの風景画